# Hacsikai
Hachikai (八開村; -mura) falu volt Japánban, Aicsi prefektúra Ama körzetében.
2005. április 1-jén a város összeolvadt az Ama körzet Szaja, Szaori városaival és a Tacuta faluval. Az új város neve: Aisai.
2003-ban a falu népessége 4930 fő volt népsűrűsége 404,43 fő/km². Teljes területe 12,19 km².

## Népesség
A település népességének változása: